# Золотомонетний стандарт
Золотомонетний стандарт — це класична форма золотого стандарту, за якого золото виконувало всі функції грошей, а в обігу перебували як золоті монети так і банкноти вільно розмінні на золото. Всупереч сучасним стереотипам одночасний обіг золотих монет та банкнот не викликав ажіотажного попиту на монети. Навпаки, їх часто намагалися позбутися через незручність в обігу. За золотомонетного стандарту власне монети карбуються відкрито і з фіксованим золотим вмістом. В епоху золотомонетного стандарту в кінці XIX століття золотий вміст англійського фунта стерлінгів дорівнював 7,32 г, долара — 1,5 г, франка — 0,29 г, марки — 0,35 г, російського рубля — 0,77 г.
Завдяки вільному руху золота та іноземної валюти між країнами відхилення валютних курсів від валютних паритетів відбувалося лише в межах «золотих точок». Залежно від установленого законодавством порядку забезпечення банкнот золотом розрізняється кілька систем банкнотної емісії.